# Chiesa di Santa Maria di Latronorio
La chiesa di Santa Maria di Latronorio è stato un edificio religioso sito su un'altura della località di Piani di Invrea a Varazze, in provincia di Savona.

## Storia
Il monastero venne fondato dalla contessa Maria del Bosco e da Enrico di Ponzone in un'area allora disabitata, luogo di rifugio di ladri (da cui il nome Latronoreum). Fondato nel 1192, fu posto sotto le dirette dipendenze della Santa Sede da papa Celestino III il 12 febbraio 1194 e fu retto da monache cistercensi.
Nel giro di pochi anni il monastero divenne molto ricco, con possedimenti a Cogoleto, Arenzano, Voltri, Legino e soprattutto Mioglia e Pontinvrea. Nella prima metà del XIII secolo contava 60 monache. Il declino iniziò nel XV secolo e perdurò sino alla prima metà del XVI secolo. Il 28 luglio 1535, rimasto il monastero ormai con solo 12 monache, l'amministrazione dei possedimenti passò all'Ospedale di Pammatone di Genova per decreto di papa Paolo III. Lo stesso pontefice stabilì con una bolla in data 18 maggio 1536 di non ammettere nuove monache e che il monastero sarebbe stato chiuso quando il loro numero si fosse ridotto a 4.

## Caratteristiche
L'edificio risale al XII secolo e faceva parte di un monastero che secondo alcune fonti risalirebbe al 1192. Conserva della primitiva costruzione un portale ogivale. All'interno si trova un grande affresco, richiamante lo stile bizantino, del XIII secolo raffigurante San Cristoforo. È conservato inoltre un crocifisso del XIV secolo. La chiesa e i resti del monastero che vi era annesso sono oggi inglobati nella Villa Centurione.